# Bernard Derrida
Pour les articles homonymes, voir Derrida.
Bernard Derrida (né en 1952 à El Biar en Algérie) est un physicien français.
Il est connu pour ses travaux en physique statistique.

## Biographie
Sa famille quitte l'Algérie au printemps 1962 quelques semaines avant l'indépendance. Il est cousin du philosophe Jacques Derrida.
Ancien élève de l'École normale supérieure (promotion S1971), Bernard Derrida obtient en 1976 sa thèse de 3e cycle, intitulée « Solution d'un modèle à trois corps: étude de la diffusion », et en 1979 sa thèse d'État, intitulée « Effets du désordre et de la frustration dans les systèmes magnétiques. Propriétés critiques des bifurcations de transformations unidimensionnelles ».
De 1979 à 1993 il est physicien au service de physique théorique du centre CEA de Saclay. Il est ensuite nommé professeur à l'université Pierre-et-Marie-Curie (Paris VI) et à l'École normale supérieure en 1993. Depuis 2015 Il occupe la chaire de physique statistique au Collège de France ,,.
Théoricien de la physique statistique sous ses formes les plus diverses, Bernard Derrida a principalement étudié la théorie des systèmes désordonnés, la dynamique des réseaux complexes, les systèmes hors d’équilibre et les applications de la physique statistique à des problèmes de génétique, de réseaux de neurones ou de trafic. 
Il a été élu à l'Académie des sciences le 30 novembre 2004.
En 2007, il devient membre senior de l'Institut universitaire de France puis devient membre senior en reconduction en 2012. 
Il a reçu le prix Daniel Guinier en 1977, le prix IBM en 1985, le prix Ampère de l'Académie des Sciences en 2001, la médaille Boltzmann en 2010 et le prix des Trois Physiciens en 2015.

## Distinctions
- 1977 – Prix Daniel Guinier de la Société Française de Physique,
- 1985 – Prix IBM de Physique,
- 2001 – Grand Prix Ampère de l'Académie des Sciences,
- Depuis 2004 – membre de l'Académie des Sciences[13],
- De 2007 à 2015 – membre de l'Institut universitaire de France[14],
- 2010 – Médaille Boltzmann,
- Depuis 2011, membre de l'Academia europaea[15]
- 2015 – Prix des trois physiciens de l’École Normale Supérieure[16],
- 2017 – Chevalier de la Légion d'Honneur.

## Ouvrage
- Physique statistique, Paris, Fayard, coll. « Leçons inaugurales du Collège de France » (no 258), 2016, 94 p. (ISBN 978-2-213-70125-7, BNF 45139244).